# 海島 (卑詩省)
海島（英語：Sea Island）位於加拿大卑詩省大溫哥華地區的列治文市，隔著菲沙河的北支流和中支流分別與溫哥華市和列治文的魯魯島相望，離溫哥華市中心則約15公里。海島是溫哥華國際機場（及其前身溫哥華市立機場）所在，而海島的東南方則是柏加衛住宅區（Burkeville）。加拿大統計局將海島與鄰近的艾奧納島（Iona Island）劃為同一個人口普查地段；據2016年人口普查所示，該普查地段共有814名居民。
海島雖然在行政規劃上隸屬列治文市，但島上大部分範圍的業權則由聯邦政府持有，並委託溫哥華國際機場管理局管理。為了減低機場興建第三條跑道所帶來的生態影響，機場以北約345英畝的土地被劃為海島保育地帶（Sea Island Conservation Area），由加拿大野生物機構管理。
固蘭特·麥干納基大道（Grant McConachie Way）是海島上的主要東西向幹道，西起溫哥華國際機場，於東端駁上亞瑟·萊恩橋通往溫哥華。另外，二號路橋、甸斯摩橋、莫禮橋和海島橋則連接海島和魯魯島。連接溫哥華、魯魯島和海島的溫哥華架空列車加拿大線在海島上設有三個車站，由東至西為天普頓站、海島中心站和溫哥華國際機場站。

## 歷史
海島與魯魯島一樣是由菲沙河帶到下游的泥沙沖積而成，島上肥沃沖積土充沛，因此從1860年代起遷居至低陸平原的歐洲裔移民中，有不少到海島定居並從事務農工作。而由於兩座島嶼的地勢較低，居民需先修築堤壩和抽走土地的水分才能展開耕種，並逐漸意識到建立地方行政架構有利興建和保養堤壩、道路和橋樑等基礎建設，因此向省政府申請設立地區政府；兩島遂於1879年建制成列治文自治區（Municipality of Richmond；即現列治文市）。
海島的東北角在往後年間與魯魯島的西北角和菲沙河北支流的北岸地帶構成一個社區，起初合稱「北支流」（North Arm），後來則以在北支流北岸開設商店和郵局的哈里·伊本（Harry Eburne）改稱「伊本」（Eburne）。從海島分別通往北支流北岸和魯魯島的兩座橋樑相繼於1889年開通，而伊本亦於1890年代初將他的商店和郵局遷至兩座橋樑位於海島東北端的交匯處以利營商。
到了20世紀初，海島東北角和北支流北岸逐漸朝不同方向發展：前者以乳業和漁產品加工業為主要產業，後者則成為鋸木廠等重工業的重鎮。有見及此，北支流北岸社區於1916年改以加拿大太平洋鐵路公司高層理查·馬寶（Richard Marpole）命名為馬寶區，而伊本區此後則專指海島東北角。
溫哥華地區的首個機場設於魯魯島，但隨著該機場逐漸不敷應用，溫哥華市政府於1929年斥資60萬加元在海島購買約480英畝土地來興建新機場。跑道、行政大樓和機庫工程於1930年4月展開，而溫哥華市立機場（Vancouver Civic Airport）則於1931年7月22日正式開幕。波音飛機公司的海島工廠於1939年落成，而機場於1940年租借予加拿大聯邦政府後則成為皇家加拿大空軍的訓練基地之一，大批航空業工人及其家屬隨之進駐海島，海島東南方的柏加衛住宅區亦告成立以安頓這些新居民。
第二次世界大戰後機場陸續擴建成現時的溫哥華國際機場，而隨著亞瑟·萊恩橋工程於1970年代展開，大橋落腳點所在的伊本區亦不復存在。柏加衛遂成為海島的唯一住宅區，而溫哥華國際機場及其周邊設施亦成為海島的焦點所在。